# Liste der Kulturgüter in Sargans
Die Liste der Kulturgüter in Sargans enthält alle Objekte in der Gemeinde Sargans im Kanton St. Gallen, die gemäss der Haager Konvention zum Schutz von Kulturgut bei bewaffneten Konflikten, dem Bundesgesetz vom 20. Juni 2014 über den Schutz der Kulturgüter bei bewaffneten Konflikten sowie der Verordnung vom 29. Oktober 2014 über den Schutz der Kulturgüter bei bewaffneten Konflikten unter Schutz stehen.
Objekte der Kategorien A und B sind vollständig in der Liste enthalten, Objekte der Kategorie C fehlen zurzeit (Stand: 1. Januar 2023).

## Kulturgüter
| Foto |                                                                                             | Objekt                                                                                    | Kat. | Typ | Standort                                                    | Beschreibung |
| ---- | ------------------------------------------------------------------------------------------- | ----------------------------------------------------------------------------------------- | ---- | --- | ----------------------------------------------------------- | ------------ |
| ja   | Datei hochladen · Wikidata zu Schloss Sargans (Q1604828)                                    | Schloss Sargans KGS-Nr.: 08270                                                            | A    | G   | Hinterschlossweg 1, 1.1, 1.2 751851 / 212957                |              |
| ja   | Datei hochladen · Wikidata zu Eisenbergwerk Gonzen (Q24449579)                              | Gonzen-Bergwerke: römische bis neuzeitliche Minen, Ruinen und Schotterwerk KGS-Nr.: 08272 | A    | F   | Vild 752900 / 213800                                        |              |
| BW   | Datei hochladen · Wikidata zu Malerva, römische Villa (Q29786790)                           | Malerva, römische Villa KGS-Nr.: 08274                                                    | A    | F   | St. Gallerstrasse 752400 / 213230                           |              |
| BW   | Datei hochladen · Wikidata zu Sargans, mittelalterlich-neuzeitliche Kleinstadt (Q135774069) | Sargans, mittelalterliche-neuzeitliche Kleinstadt KGS-Nr.: 01187                          | B    | F   | Altstadt 751760 / 212950                                    |              |
| ja   | Datei hochladen · Wikidata zu Katholische Kirche St. Oswald und Cassian (Q29786789)         | Katholische Kirche St. Oswald und Cassian KGS-Nr.: 08273                                  | B    | G   | Untergasse 21.1 751680 / 212970                             |              |
| ja   | Datei hochladen · Wikidata zu Splee-Kapelle St. Sebastian (Q13142916)                       | Splee-Kapelle St. Sebastian KGS-Nr.: 08275                                                | B    | G   | Splee 554 752031 / 212789                                   |              |
| ja   | Datei hochladen · Wikidata zu Marienkapelle (Q1735657)                                      | Marienkapelle KGS-Nr.: 08276                                                              | B    | G   | Matugerweg 5.1 752972 / 213909                              |              |
| ja   | Datei hochladen · Wikidata zu Hof Ratell mit Kapelle (Q29786787)                            | Hof Ratell mit Kapelle KGS-Nr.: 14056                                                     | B    | G   | Ratellerstrasse 48 / Proderstrasse 49, 49.2 752433 / 213519 |              |
| BW   | Datei hochladen · Wikidata zu Museum Sarganserland (Q135775399)                             | Museum Sarganserland KGS-Nr.: 16705                                                       | B    | S   | Hinterschlossweg 1 751851 / 212957                          |              |